# Svensk läraretidnings förlag
Svensk läraretidnings förlags AB var ett svenskt bokförlag beläget i Stockholm. Förlaget bildades av Sveriges allmänna folkskollärareförening 1896, och övertog då utgivningen av bland annat Svensk lärartidning. Bland förlagets övriga produkter fanns bokserien Barnbiblioteket Saga som de gav ut 1900–1977.
Almqvist & Wiksells Förlag donerade de bevarade delarna av arkivet från Svensk läraretidnings förlag till Svenska Barnboksinstitutet i ett par omgångar under 1960- och 1970-talen. Arkivet omfattar en komplett samling böcker (dock inte alla upplagor) och 22 hyllmeter arkivmaterial såsom manuskript, brev, räkenskaper, annonsmaterial med mera.